# 고대면
고대면(高大面)은 대한민국 충청남도 당진시의 면이다.

## 개요
고대면은 1914년 상대면과 하대면, 고산면 및 당진읍 우두리 일부, 정미면 천의리, 석문면 영길동 등을 편입하여 당진군 고대면으로 통합한 곳이다. 
1914년의 행정구역과 현재의 행정구역 비교
| 조선총독부령 제111호 |                                 |
| 구 행정구역          | 신 행정구역                     |
| 당진군 고산면        | 고대면 당진포리, 성산리, 장항리 |
| 당진군 상대면        | 고대면 옥현리, 진관리, 항곡리   |
| 당진군 하대면        | 고대면 대촌리, 슬항리, 용두리   |

## 행정 구역
- 당진포리(唐津浦里)
- 대촌리(大村里)
- 성산리(城山里)
- 슬항리(瑟項里)
- 옥현리(玉峴里)
- 용두리(龍頭里)
- 장항리(長項里)
- 진관리(眞館里)
- 항곡리(項谷里)

## 교육
- 고대초등학교
- 고산초등학교
- 고대중학교